# Leitor de cartão

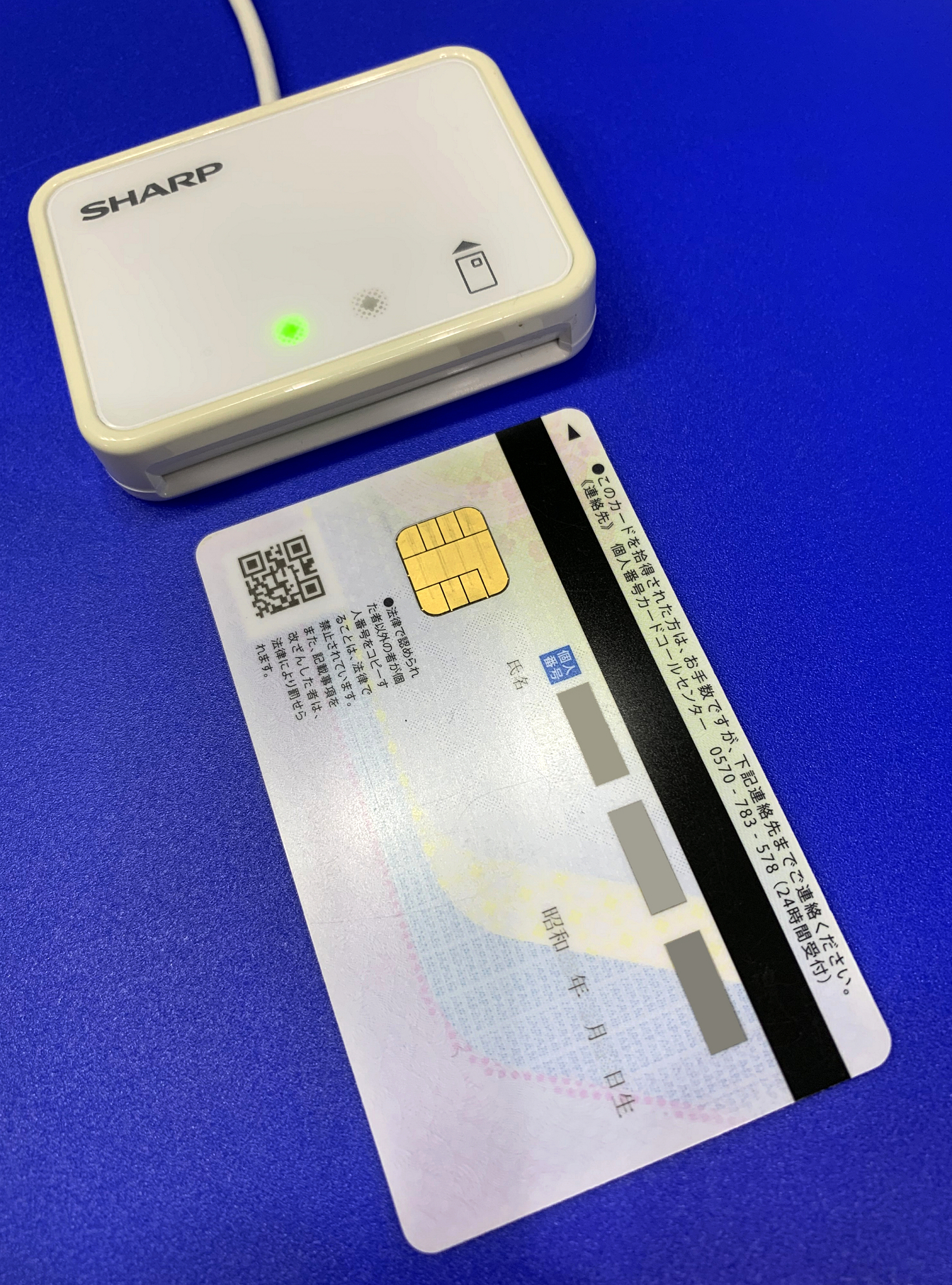
Um dos vários tipos de leitores de cartão

Um leitor de cartão é um dispositivo eletrônico projetado para ler informações contidas em cartões magnéticos, cartões de chip ou outros tipos de cartões utilizados em diversas aplicações1. Esses dispositivos são amplamente utilizados em setores como bancos, comércio, transporte público e controle de acesso, permitindo a leitura rápida e precisa dos dados armazenados nos cartões.

## Funcionamento
O funcionamento básico de um leitor de cartão envolve a interação entre o dispositivo e o cartão utilizado. Existem diferentes tecnologias utilizadas em leitores de cartão, cada uma adaptada para o tipo específico de cartão que será lido. Abaixo estão algumas das tecnologias comuns encontradas em leitores de cartão:
1. Leitor de Cartão Magnético: Os leitores de cartão magnético utilizam uma cabeça de leitura magnética para capturar as informações codificadas em faixas magnéticas presentes nos cartões. Essas faixas magnéticas contêm dados como números de conta, datas de validade e outras informações relevantes. Os leitores de cartão magnético são frequentemente utilizados em aplicações como caixas eletrônicos, sistemas de pagamento e controle de acesso.
2. Leitor de Cartão de Chip: Os leitores de cartão de chip, também conhecidos como leitores de cartão inteligente, são projetados para ler e interagir com cartões equipados com microchips embutidos. Esses microchips contêm informações criptografadas e oferecem recursos avançados de segurança. Os leitores de cartão de chip são amplamente utilizados em transações financeiras, como pagamentos com cartão de crédito e débito, bem como em sistemas de identificação e autenticação.
3. Leitor de Cartão RFID: Os leitores de cartão RFID (Identificação por Radiofrequência) utilizam tecnologia de comunicação sem fio para ler e transmitir dados de cartões equipados com tags RFID. Esses cartões contêm pequenos chips que podem ser lidos remotamente por meio de ondas de rádio. Os leitores de cartão RFID são frequentemente utilizados em sistemas de controle de acesso, logística e rastreamento de produtos.

## Importância e Aplicações
Os leitores de cartão desempenham um papel crucial em diversas aplicações que exigem a leitura e processamento rápidos de informações presentes nos cartões. Algumas das principais aplicações incluem:
1. Sistemas de Pagamento: Os leitores de cartão são amplamente utilizados em sistemas de pagamento, permitindo que os usuários efetuem transações com cartões de crédito, débito ou pré-pagos. Esses dispositivos garantem a segurança e a precisão das transações, processando as informações do cartão de forma rápida e eficiente.
2. Controle de Acesso: Em locais como empresas, instituições de ensino e edifícios residenciais, os leitores de cartão são utilizados para controlar o acesso de pessoas a determinadas áreas. Ao ler o cartão de identificação do usuário, o leitor verifica as permissões de acesso e concede ou nega a entrada com base nas informações contidas no cartão2.
3. Transporte Público: Nos sistemas de transporte público, como metrôs e ônibus, os leitores de cartão são usados para validar e registrar o pagamento dos passageiros. Isso facilita a entrada e a saída rápida dos usuários e garante o controle adequado das tarifas de transporte.
4. Autenticação e Identificação: Os leitores de cartão são amplamente utilizados para autenticação e identificação de usuários em diferentes contextos. Isso inclui aplicações como acesso a sistemas de computador, autenticação em serviços online e identificação em eventos ou conferências.

É importante ressaltar que a utilização de leitores de cartão varia de acordo com a tecnologia empregada e a finalidade específica de cada aplicação. Além disso, a segurança é uma preocupação fundamental na utilização desses dispositivos, uma vez que eles lidam com informações sensíveis dos usuários. Portanto, é essencial que os leitores de cartão sejam projetados e utilizados de acordo com os padrões de segurança estabelecidos.